# Radu Jude
Radu Jude (n. 28 martie 1977, București, Republica Socialistă România) este un regizor, scenarist și producător de film român. În 2003 a absolvit Universitatea Media, secția Regie film. A lucrat ca asistent de regie (sau regizor secund) pentru filme de lungmetraj precum Amen., în regia lui Costa Gavras, Furia (2002), în regia lui Radu Muntean, și Moartea domnului Lăzărescu (2005), în regia lui Cristi Puiu. A regizat mai multe scurtmetraje, printre care Corp la corp (2003), Marea Neagră (2004) și Lampa cu căciulă (2006), cel mai premiat scurtmetraj românesc al tuturor timpurilor. Cea mai fericită fată din lume reprezintă debutul lui în lungmetraj.

## Filmografie
| An   | Titlu                                                    | Regizor | Scenarist | Producător | Note                  |
| ---- | -------------------------------------------------------- | ------- | --------- | ---------- | --------------------- |
| 2002 | În familie                                               | Da      | Nu        | Nu         | Serial de televiziune |
| 2004 | O zi lungă                                               | Da      | Nu        | Nu         | scurtmetraj           |
| 2006 | Lampa cu căciulă                                         | Da      | Nu        | Nu         | scurtmetraj           |
| 2006 | Alexandra                                                | Da      | Da        | Da         | scurtmetraj           |
| 2007 | Dimineața                                                | Da      | Da        | Nu         | scurtmetraj           |
| 2009 | Cea mai fericită fată din lume                           | Da      | Da        | Nu         |                       |
| 2010 | Stanka se duce acasă                                     | Nu      | Da        | Nu         | scurtmetraj           |
| 2011 | Film pentru prieteni                                     | Da      | Da        | Da         | [ 2 ]                 |
| 2011 | Tatăl meu cel obosit                                     | Nu      | Da        | Nu         | scurtmetraj           |
| 2012 | Toată lumea din familia noastră                          | Da      | Da        | Nu         |                       |
| 2013 | O umbră de nor                                           | Da      | Da        | Nu         | scurtmetraj           |
| 2014 | Trece și prin perete                                     | Da      | Da        | Da         | scurtmetraj           |
| 2014 | Scurt/4: Istorii de inimă neagră                         | Da      | Da        | Nu         |                       |
| 2015 | Aferim!                                                  | Da      | Da        | Nu         |                       |
| 2016 | Inimi cicatrizate                                        | Da      | Da        | Nu         |                       |
| 2016 | Costică Acsinte                                          | Da      | Nu        | Nu         | documentar            |
| 2017 | Țara moartă                                              | Da      | Da        | Nu         | documentar            |
| 2018 | Îmi este indiferent dacă în istorie vom intra ca barbari | Da      | Da        | Nu         |                       |
| 2020 | Tipografic Majuscul                                      | Da      | Da        | Nu         |                       |
| 2020 | Ieșirea trenurilor din gară                              | Da      | Da        | Da         | documentar            |
| 2021 | Babardeală cu bucluc sau porno balamuc                   | Da      | Da        | Nu         |                       |
| 2021 | Amintiri de pe Frontul de Est                            | Da      | Da        | Nu         | scurtmetraj           |
| 2022 | Potemkiniștii                                            | Da      | Da        | Nu         | scurtmetraj           |
| 2023 | Nu aștepta prea mult de la sfârșitul lumii               | Da      | Da        | Nu         |                       |
| 2024 | Kontinental '25                                          | Da      | Da        | Nu         | [ 6 ]                 |

## Premii și nominalizări
AFI Fest
| An   | Categorie                 | Lucrare        | Rezultat     | Ref.  |
| ---- | ------------------------- | -------------- | ------------ | ----- |
| 2013 | Marele premiu al juriului | O umbră de nor | Nominalizare | [ 7 ] |

 Festivalul Internațional de Scurtmetraje „Almería en Corto”
| An   | Categorie               | Lucrare          | Rezultat  | Ref.  |
| ---- | ----------------------- | ---------------- | --------- | ----- |
| 2007 | Cel mai bun scurtmetraj | Lampa cu căciulă | Locul doi | [ 8 ] |

 Festivalul Internațional de Film Independent „Anonimul”
| An   | Categorie          | Lucrare                         | Rezultat | Ref.  |
| ---- | ------------------ | ------------------------------- | -------- | ----- |
| 2012 | Trofeul „Anonimul” | Toată lumea din familia noastră | Câștigat | [ 9 ] |

 Art Film Fest
| An   | Categorie                                   | Lucrare                         | Rezultat     | Ref.  |
| ---- | ------------------------------------------- | ------------------------------- | ------------ | ----- |
| 2012 | Îngerul albastru pentru cel mai bun regizor | Toată lumea din familia noastră | Câștigat     | [ 7 ] |
| 2012 | Îngerul albastru pentru cel mai bun film    | Toată lumea din familia noastră | Nominalizare | [ 7 ] |

 Aspen Shortsfest
| An   | Categorie                   | Lucrare          | Rezultat | Ref.  |
| ---- | --------------------------- | ---------------- | -------- | ----- |
| 2007 | Premiul special al juriului | Lampa cu căciulă | Câștigat | [ 8 ] |

 Festivalul Internațional de Film de la Beijing
| An   | Categorie                                | Lucrare | Rezultat     | Ref.  |
| ---- | ---------------------------------------- | ------- | ------------ | ----- |
| 2016 | Premiul Tiantian pentru cel mai bun film | Aferim! | Nominalizare | [ 7 ] |

 Festivalul Internațional de Film de la Berlin
| An   | Categorie                                   | Lucrare                                | Rezultat     | Ref.   |
| ---- | ------------------------------------------- | -------------------------------------- | ------------ | ------ |
| 2009 | Premiul CICAE                               | Cea mai fericită fată din lume         | Câștigat     | [ 7 ]  |
| 2015 | Ursul de argint pentru cel mai bun regizor  | Aferim!                                | Câștigat     | [ 7 ]  |
| 2015 | Ursul de aur                                | Aferim!                                | Nominalizare | [ 7 ]  |
| 2021 | Ursul de Aur                                | Babardeală cu bucluc sau porno balamuc | Câștigat     | [ 7 ]  |
| 2022 | Ursul de Aur                                | Amintiri de pe Frontul de Est          | Nominalizare | [ 5 ]  |
| 2025 | Ursul de Aur                                | Kontinental '25                        | Nominalizare | [ 10 ] |
| 2025 | Ursul de argint pentru cel mai bun scenariu | Kontinental '25                        | Câștigat     | [ 11 ] |

 Festivalul Internațional de Documentare și Scurtmetraje de la Bilbao
| An   | Categorie     | Lucrare          | Rezultat | Ref.  |
| ---- | ------------- | ---------------- | -------- | ----- |
| 2006 | Marele premiu | Lampa cu căciulă | Câștigat | [ 8 ] |

 Festivalul de Film de la Cannes
| An   | Categorie    | Lucrare              | Rezultat | Ref.  |
| ---- | ------------ | -------------------- | -------- | ----- |
| 2014 | Premiul Illy | Trece și prin perete | Câștigat | [ 7 ] |

 Festivalul Internațional de Film din Cork
| An   | Categorie              | Lucrare | Rezultat | Ref.  |
| ---- | ---------------------- | ------- | -------- | ----- |
| 2015 | Premiul juriului tânăr | Aferim! | Câștigat | [ 7 ] |

 Festivalul de Film Cottbus
| An   | Categorie               | Lucrare          | Rezultat | Ref.  |
| ---- | ----------------------- | ---------------- | -------- | ----- |
| 2006 | Cel mai bun scurtmetraj | Lampa cu căciulă | Câștigat | [ 8 ] |
| 2008 | Premiul special         | Alexandra        | Câștigat | [ 7 ] |

 Festivalul de Film de la Cracovia
| An   | Categorie          | Lucrare          | Rezultat | Ref.  |
| ---- | ------------------ | ---------------- | -------- | ----- |
| 2007 | Dragonul de argint | Lampa cu căciulă | Câștigat | [ 8 ] |

 Festivalul de Film „Encounters”
| An   | Categorie                      | Lucrare          | Rezultat | Ref.  |
| ---- | ------------------------------ | ---------------- | -------- | ----- |
| 2007 | Premiul juriului internațional | Lampa cu căciulă | Câștigat | [ 8 ] |

Premiile Academiei Europene de Film
| An   | Categorie                     | Lucrare | Rezultat     | Ref.   |
| ---- | ----------------------------- | ------- | ------------ | ------ |
| 2015 | Cel mai bun scenariu european | Aferim! | Nominalizare | [ 12 ] |
| 2016 | Premiul publicului            | Aferim! | Nominalizare | [ 7 ]  |

 Premiile Gopo
| An   | Categorie               | Lucrare                         | Rezultat     | Ref.  |
| ---- | ----------------------- | ------------------------------- | ------------ | ----- |
| 2007 | Cel mai bun scurtmetraj | Lampa cu căciulă                | Câștigat     | [ 8 ] |
| 2008 | Cel mai bun scurtmetraj | Dimineața                       | Nominalizare | [ 7 ] |
| 2009 | Cel mai bun scurtmetraj | Alexandra                       | Câștigat     | [ 7 ] |
| 2010 | Cel mai bun film        | Cea mai fericită fată din lume  | Nominalizare | [ 7 ] |
| 2010 | Cel mai bun regizor     | Cea mai fericită fată din lume  | Nominalizare | [ 7 ] |
| 2010 | Cel mai bun scenariu    | Cea mai fericită fată din lume  | Nominalizare | [ 7 ] |
| 2010 | Cele mai bune costume   | Cea mai fericită fată din lume  | Nominalizare | [ 7 ] |
| 2012 | Cel mai bun scurtmetraj | Film pentru prieteni            | Nominalizare | [ 7 ] |
| 2013 | Cel mai bun film        | Toată lumea din familia noastră | Câștigat     | [ 7 ] |
| 2013 | Cel mai bun regizor     | Toată lumea din familia noastră | Câștigat     | [ 7 ] |
| 2013 | Cel mai bun scenariu    | Toată lumea din familia noastră | Câștigat     | [ 7 ] |
| 2014 | Cel mai bun scurtmetraj | O umbră de nor                  | Câștigat     | [ 7 ] |
| 2015 | Cel mai bun scurtmetraj | Trece și prin perete            | Câștigat     | [ 7 ] |
| 2016 | Cel mai bun film        | Aferim!                         | Câștigat     | [ 7 ] |
| 2016 | Cel mai bun regizor     | Aferim!                         | Câștigat     | [ 7 ] |
| 2016 | Cel mai bun scenariu    | Aferim!                         | Câștigat     | [ 7 ] |
| 2017 | Cel mai bun film        | Inimi cicatrizate               | Nominalizare | [ 7 ] |
| 2017 | Cel mai bun regizor     | Inimi cicatrizate               | Nominalizare | [ 7 ] |
| 2017 | Cel mai bun scenariu    | Inimi cicatrizate               | Nominalizare | [ 7 ] |

 Festivalul Internațional de Film de la Haifa
| An   | Categorie                                            | Lucrare           | Rezultat     | Ref.  |
| ---- | ---------------------------------------------------- | ----------------- | ------------ | ----- |
| 2015 | Premiul Carmel pentru cel mai bun film internațional | Aferim!           | Nominalizare | [ 7 ] |
| 2016 | Premiul Tobias Spencer                               | Inimi cicatrizate | Câștigat     | [ 7 ] |

 Festivalul Internațional de Scurtmetraj de la Hamburg
| An   | Categorie               | Lucrare          | Rezultat     | Ref.  |
| ---- | ----------------------- | ---------------- | ------------ | ----- |
| 2007 | Cel mai bun scurtmetraj | Lampa cu căciulă | Câștigat     | [ 8 ] |
| 2014 | Cel mai bun scurtmetraj | O umbră de nor   | Nominalizare | [ 7 ] |

 Festivalul de Film de la Huesca
| An   | Categorie                 | Lucrare          | Rezultat | Ref.  |
| ---- | ------------------------- | ---------------- | -------- | ----- |
| 2007 | Premiul „Golden Danzante” | Lampa cu căciulă | Câștigat | [ 8 ] |

 IndieLisboa
| An   | Categorie                        | Lucrare                        | Rezultat | Ref.  |
| ---- | -------------------------------- | ------------------------------ | -------- | ----- |
| 2007 | Marele premiu pentru scurtmetraj | Lampa cu căciulă               | Câștigat | [ 8 ] |
| 2009 | Premiul FIPRESCI                 | Cea mai fericită fată din lume | Câștigat | [ 7 ] |
| 2015 | Marele premiu                    | Aferim!                        | Câștigat | [ 7 ] |
| 2015 | Premiul pentru distribuție       | Aferim!                        | Câștigat | [ 7 ] |

 IndieWire Critics Poll
| An   | Categorie                     | Lucrare                         | Rezultat   | Ref.  |
| ---- | ----------------------------- | ------------------------------- | ---------- | ----- |
| 2012 | Cel mai bun film nedistribuit | Toată lumea din familia noastră | Locul trei | [ 7 ] |

 Festivalul de Film de la Jeonju
| An   | Categorie      | Lucrare                        | Rezultat     | Ref.  |
| ---- | -------------- | ------------------------------ | ------------ | ----- |
| 2009 | Premiul Woosuk | Cea mai fericită fată din lume | Nominalizare | [ 7 ] |

 Festivalul Internațional de Film de la Karlovy Vary
| An   | Categorie         | Lucrare                                                  | Rezultat | Ref.   |
| ---- | ----------------- | -------------------------------------------------------- | -------- | ------ |
| 2018 | Globul de cristal | Îmi este indiferent dacă în istorie vom intra ca barbari | Câștigat | [ 13 ] |

 Festivalul Internațional de Film de la Locarno
| An   | Categorie                                | Lucrare                                    | Rezultat     | Ref.  |
| ---- | ---------------------------------------- | ------------------------------------------ | ------------ | ----- |
| 2016 | Leopardul de aur pentru cel mai bun film | Inimi cicatrizate                          | Nominalizare | [ 7 ] |
| 2016 | Premiul Don Quixote                      | Inimi cicatrizate                          | Câștigat     | [ 7 ] |
| 2016 | Premiul special al juriului              | Inimi cicatrizate                          | Câștigat     | [ 7 ] |
| 2017 | Cel mai bun film                         | Țara moartă                                | Nominalizare | [ 7 ] |
| 2023 | Leopardul de aur pentru cel mai bun film | Nu aștepta prea mult de la sfârșitul lumii | Nominalizare | [ 7 ] |
| 2023 | Premiul special al juriului              | Nu aștepta prea mult de la sfârșitul lumii | Câștigat     | [ 7 ] |

 Festivalul de Film din Londra
| An   | Categorie              | Lucrare     | Rezultat     | Ref.  |
| ---- | ---------------------- | ----------- | ------------ | ----- |
| 2017 | Cel mai bun documentar | Țara moartă | Nominalizare | [ 7 ] |

 Festivalul de Film de la Los Angeles
| An   | Categorie        | Lucrare          | Rezultat | Ref.  |
| ---- | ---------------- | ---------------- | -------- | ----- |
| 2007 | Premiul juriului | Lampa cu căciulă | Câștigat | [ 8 ] |

 Festivalul de Film din Mar del Plata
| An   | Categorie           | Lucrare           | Rezultat     | Ref.  |
| ---- | ------------------- | ----------------- | ------------ | ----- |
| 2016 | Cel mai bun film    | Inimi cicatrizate | Nominalizare | [ 7 ] |
| 2016 | Cel mai bun regizor | Inimi cicatrizate | Câștigat     | [ 7 ] |

 Festivalul Internațional de Film de la Miskolc
| An   | Categorie                                              | Lucrare                         | Rezultat | Ref.  |
| ---- | ------------------------------------------------------ | ------------------------------- | -------- | ----- |
| 2012 | Premiul Federației Internaționale a Criticilor de Film | Toată lumea din familia noastră | Câștigat | [ 7 ] |
| 2015 | Premiul Federației Internaționale a Criticilor de Film | Aferim!                         | Câștigat | [ 7 ] |

 Festivalul de Film Mediteranean de la Montpellier
| An   | Categorie                        | Lucrare          | Rezultat | Ref.  |
| ---- | -------------------------------- | ---------------- | -------- | ----- |
| 2006 | Marele premiu pentru scurtmetraj | Lampa cu căciulă | Câștigat | [ 8 ] |

 Festivalul Internațional de Film „Motive Evreiești”
| An   | Categorie     | Lucrare           | Rezultat | Ref.   |
| ---- | ------------- | ----------------- | -------- | ------ |
| 2018 | Marele premiu | Inimi cicatrizate | Câștigat | [ 14 ] |

 Festivalul Internațional de Film Francofon de la Namur
| An   | Categorie                                               | Lucrare                         | Rezultat     | Ref.   |
| ---- | ------------------------------------------------------- | ------------------------------- | ------------ | ------ |
| 2012 | Premiul „Bayard d'or” pentru cel mai bun film francofon | Toată lumea din familia noastră | Câștigat     | [ 15 ] |
| 2015 | Premiul „Bayard d'or” pentru cel mai bun film francofon | Aferim!                         | Nominalizare | [ 7 ]  |

 Festivalul Internațional de Scurtmetraj din Oberhausen
| An   | Categorie         | Lucrare   | Rezultat | Ref.  |
| ---- | ----------------- | --------- | -------- | ----- |
| 2008 | Premiul principal | Alexandra | Câștigat | [ 7 ] |

 Festivalul de Film din Palić
| An   | Categorie                             | Lucrare                        | Rezultat | Ref.  |
| ---- | ------------------------------------- | ------------------------------ | -------- | ----- |
| 2009 | Turnul de aur pentru cel mai bun film | Cea mai fericită fată din lume | Câștigat | [ 7 ] |

 Festivalul de Film din Philadelphia
| An   | Categorie        | Lucrare                         | Rezultat | Ref.  |
| ---- | ---------------- | ------------------------------- | -------- | ----- |
| 2012 | Premiul juriului | Toată lumea din familia noastră | Câștigat | [ 7 ] |

 Festivalul Internațional de Film de la San Francisco
| An   | Categorie             | Lucrare          | Rezultat | Ref.  |
| ---- | --------------------- | ---------------- | -------- | ----- |
| 2007 | Premiul „Golden Gate” | Lampa cu căciulă | Câștigat | [ 8 ] |

 Festivalul de Film din Sarajevo
| An   | Categorie                                     | Lucrare                         | Rezultat     | Ref.  |
| ---- | --------------------------------------------- | ------------------------------- | ------------ | ----- |
| 2012 | Inima Sarajevo pentru cel mai bun film        | Toată lumea din familia noastră | Câștigat     | [ 7 ] |
| 2013 | Inima Sarajevo pentru cel mai bun scurtmetraj | O umbră de nor                  | Câștigat     | [ 7 ] |
| 2016 | Inima Sarajevo pentru cel mai bun film        | Inimi cicatrizate               | Nominalizare | [ 7 ] |

 Festivalul Internațional de Film din Sofia
| An   | Categorie         | Lucrare                        | Rezultat | Ref.  |
| ---- | ----------------- | ------------------------------ | -------- | ----- |
| 2009 | Premiul FIPRESCI  | Cea mai fericită fată din lume | Câștigat | [ 7 ] |
| 2015 | Mențiune specială | Aferim!                        | Câștigat | [ 7 ] |

 Festivalul de Film Sundance
| An   | Categorie                             | Lucrare                        | Rezultat | Ref.  |
| ---- | ------------------------------------- | ------------------------------ | -------- | ----- |
| 2007 | Cel mai bun scurtmetraj internațional | Lampa cu căciulă               | Câștigat | [ 8 ] |
| 2008 | Premiul NHK                           | Cea mai fericită fată din lume | Câștigat | [ 7 ] |

 Festivalul de Film din Trieste
| An   | Categorie                              | Lucrare     | Rezultat     | Ref.  |
| ---- | -------------------------------------- | ----------- | ------------ | ----- |
| 2018 | Premiul Osservatorio Balcani e Caucaso | Țara moartă | Câștigat     | [ 7 ] |
| 2018 | Premiul Alpe Adria Cinema              | Țara moartă | Nominalizare | [ 7 ] |

 Premiile Uniunea Cineaștilor din România
| An   | Categorie                   | Lucrare                                    | Rezultat | Ref.   |
| ---- | --------------------------- | ------------------------------------------ | -------- | ------ |
| 2024 | Premiul special al juriului | Nu aștepta prea mult de la sfîrșitul lumii | Câștigat | [ 16 ] |

 Festivalul Internațional de Scurtmetraj de la Uppsala
| An   | Categorie     | Lucrare          | Rezultat | Ref.  |
| ---- | ------------- | ---------------- | -------- | ----- |
| 2007 | Marele premiu | Lampa cu căciulă | Câștigat | [ 8 ] |

 Festivalul Internațional de Film de la Valencia
| An   | Categorie   | Lucrare          | Rezultat | Ref.  |
| ---- | ----------- | ---------------- | -------- | ----- |
| 2007 | Luna de aur | Lampa cu căciulă | Câștigat | [ 8 ] |

 Festivalul Internațional de Film de la Varșovia
| An   | Categorie      | Lucrare                        | Rezultat     | Ref.  |
| ---- | -------------- | ------------------------------ | ------------ | ----- |
| 2009 | Competiție 1–2 | Cea mai fericită fată din lume | Nominalizare | [ 7 ] |

 Festivalul de Film din Zagreb
| An   | Categorie                                       | Lucrare                         | Rezultat | Ref.  |
| ---- | ----------------------------------------------- | ------------------------------- | -------- | ----- |
| 2012 | Premiul „Zlatni bicikl” pentru cel mai bun film | Toată lumea din familia noastră | Câștigat | [ 7 ] |

### Interviuri
- Radu Jude: „Ratarea sinuciderii e o metaforă a eșecului“, 21 decembrie 2010, 15:54 |  Autor: Ana-Maria Onisei, Adevărul